# تيريز كوينتن
تيريز كوينتن (بالفرنسية: Thérèse Quentin)‏ هي ممثلة فرنسية، ولدت في 5 يوليو 1929 في إيكسل في بلجيكا، وتوفيت في 20 فبراير 2015 في باريس في فرنسا.

## وصلات خارجية
- تيريز كوينتن على موقع IMDb (الإنجليزية)
- تيريز كوينتن على موقع ألو سيني (الفرنسية)
- تيريز كوينتن على موقع قاعدة بيانات الأفلام السويدية (السويدية)
- تيريز كوينتن على موقع قاعدة بيانات الفيلم (الإنجليزية)
- تيريز كوينتن على موقع كينوبويسك (الروسية)